# 小蒜镇
小蒜镇，是中华人民共和国山西省吕梁市石楼县下辖的一个乡镇级行政单位。

## 行政区划
小蒜镇下辖以下地区：
小蒜村、晋家岔村、田家岔村、高家岔村、徐家峪村、王家畔村、兰家沟村、蓬门村、孙家庄村、冯家岭村、大庄村、前坡村、下山村、辛庄村、风头村、梁家庄村和转角村。